# 台灣獼猴
臺灣獼猴（學名：Macaca cyclopis），臺語也稱烏肢猴（Oo-ki-kâu）
，是舊世界猴獼猴屬的的物種，分布於臺灣本島及澎湖，為常見的臺灣特有種，也是島上除智人外唯一的原生靈長類動物，與亞洲南部的普通獼猴以及日本的日本獼猴有近親關係。其種小名cyclopis來自希臘神話的獨眼巨人，英文為「Cyclops」，語意是圓眼。

## 分布
臺灣的原生種，分布於由海平面至海拔三千公尺以下的地區。例如：陽明山、台北市天母水管路古道、台東縣東河鄉、屏東縣滿州鄉、雲林縣林內鄉、玉山國家公園塔塔加、高雄市鼓山區的壽山國家自然公園、台南市南化區的烏山風景區、澎湖縣四腳嶼。位於高雄市的國立中山大學校區內也可見臺灣獼猴的蹤影。另外在彰化縣二水鄉設有二水台灣獼猴生態教育館（原名二水彌猴自然保護區）。另外，在新北福山、恆春墾丁有台灣獼猴做為過夜地域。在日本則為外來種，分布於伊豆大島（伊豆群島），大根島（静岡縣南伊豆町），和歌山縣北部。從1940年起陸陸續續從動物園等觀光設施逃脫，成為日本的外來種，在當地更發現臺灣彌猴與日本獼猴的雜交種。

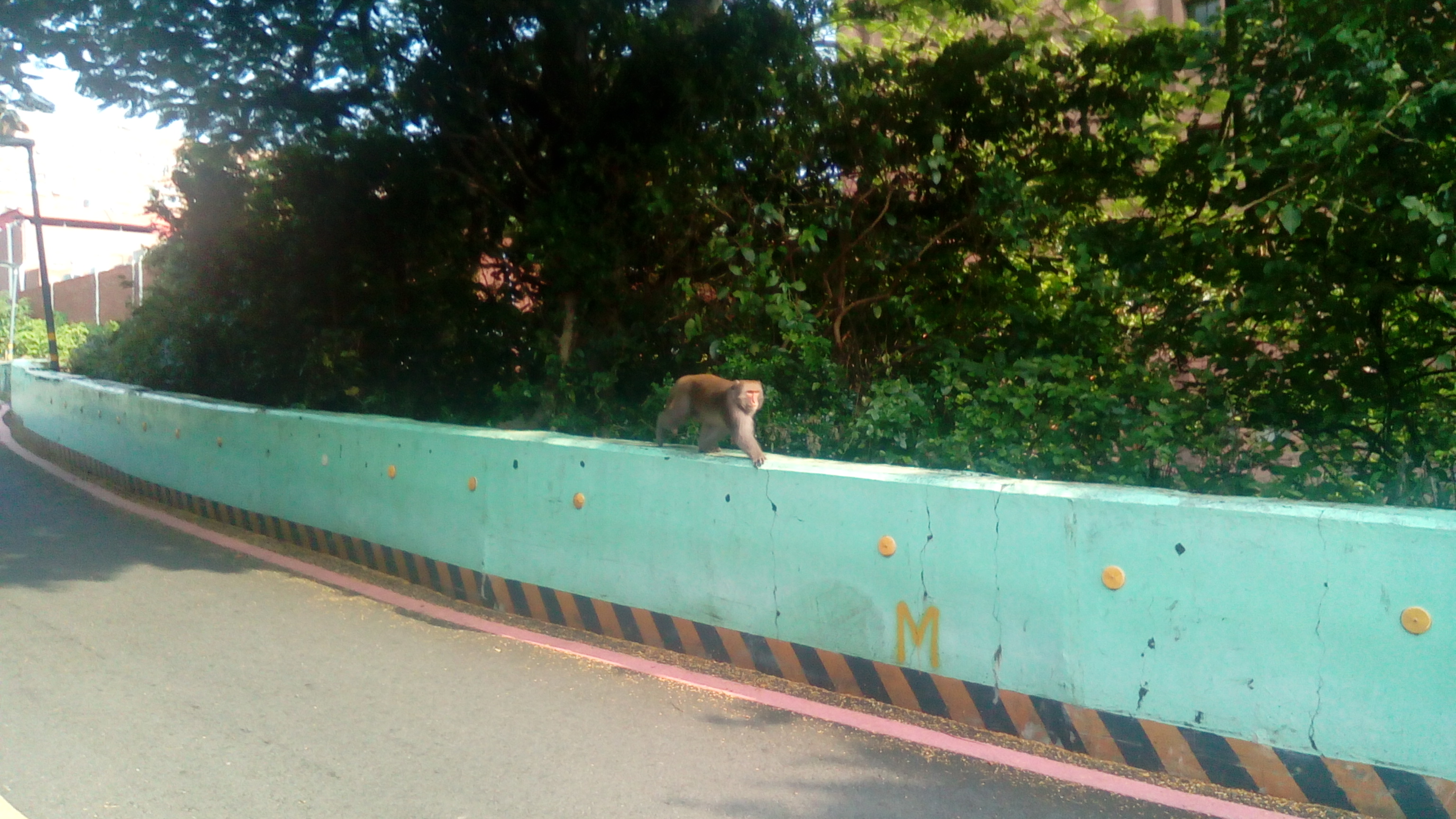
在國立中山大學校區發現的台灣獼猴

## 概述
臺灣獼猴的前肢比後肢短，各肢具有五趾。頭圓，臉扁，額裸出，顏面呈現深紅或淡紅色，隨個體的不同而有差異，所以台灣原住民將其分為白臉與紅臉，臉頰上並長有粗雜的長鬚、多毛、尾粗、全身被厚而軟的毛披蓋，冬季呈棕灰色，夏季呈棕綠色，四肢較黑故有「烏肢猴」之稱。股間有顯著的紅棕色的大斑。一般而言，牠們的體長約為50至60 cm（20至24英寸），體重約為5至12（11至26磅），尾長約26至45 cm（10至18英寸），雌猴體型較雄猴小，顏色也較淡。
獼猴消化道功能趨近一般人類，依進食種類區分亦屬於雜食性動物，根據記錄，台灣獼猴食用的植物包含85科300種，以果實為主，其他還有昆蟲、甲殼類和軟體動物等，然根據文獻，近年來因上文所提之遊客餵食風氣盛行，獼猴亦會開始食用人為加工過之食品，如：水煮玉米、洋芋片、飲料、糖果、餅乾、炸物、西點及其他熟食等。對於食用植物的部位，會因季節月份和乾溼季變化而有所不同，以十至五十隻一群。
就習性論之，台灣獼猴屬於晝行性活動且群體生活的動物，對於前往其居地觀光的人類頗具攻擊性，觀光客遭受攻擊的案件亦時有所聞，然近年來觀光客興起餵食風氣，大大減低了獼猴族群對人類的戒心，據統計，近十年來觀光客遭受獼猴攻擊的次數及頻率有了明顯縮減，但同時亦改變了獼猴的族群位階與生活習性，如：獼猴盜食及搶食事件頻傳或甚至大舉入侵校舍及民居等。

## 保育
臺灣獼猴曾為保育類動物，其原有臺灣雲豹及大型猛禽等天敵，但前者早已滅絕、後者數量亦逐漸稀少，加上獼猴適應力強，在立法保育之下數量已趨穩定，故於2019年1月正式自保育類物種名錄除名並調整為一般野生動物，但仍不得任意飼養及捕殺。
2014年行政院農委會依據「野生動物保育法」第21條的緊急條款內容，認為特定狀況下獵殺獼猴具法律正當性；然而，此條款之適用，僅限於農民在生命財產受到緊急威脅之情況下，主張「正當防衛」獵殺野生動物，以保障生命、財產作物安全。但衡量法律保護利益與野生動物保育，其限定以「人道方式」為之，在最短時間內給予最小痛苦。。
因人類長期誤解、不理解或難以接受其習性，人猴衝突於臺灣時有發生，以至常有人使用毒餌，登山杖，彈弓、捕獸鋏等，致獼猴死傷。近年於高雄柴山仍可見到彈弓與BB槍等制猴器具以及使用民眾；2016年8月，僅一周內於高雄地區便有十來隻死傷之獼猴，皆明顯因中毒死亡。人猴衝突的主因來自於對於野生動物行為的不理解，到有獼猴出沒地區請謹記：食物不外露、避免使用塑膠袋、紙袋、手提袋，可避免被搶食機率，而且看到台灣獼猴時請勿餵食。

## 疾病
（Food and Drug Administration;FDA）於2013年8月發表台灣獼猴具有「猴泡沫病毒」（Simian Foamy Virus, SFVmcy-2），是（retrovirus）的一種 。
台灣獼猴亦有第四類法定傳染病「疱疹B病毒」（Herpes B virus,正式學名，猴疱疹病毒）, 玉山塔塔加首起猴群主動攻擊, 抓咬傷10遊客。疱疹B病毒感染症是一種會造成中樞神經系統疾病的人畜共通傳染病，主要是經由罹患猴疱疹的猿猴抓咬傷而感染，人若被感染的猿猴抓咬傷，通常在3天至3星期的潛伏期後，會出現急性發燒、頭痛、水泡病灶、淋巴性腦脊髓液內細胞增多和不同型態的神經症狀等。人類罕見疱疹B病毒感染個案，目前全球約僅有40名報告病例，皆為圈養個體，野外個體傳染給人類的案例目前為零。疱疹B病毒一旦感染發病，死亡率非常高，病患如未接受妥適醫療，死亡率超過70%，存活者常會伴隨有嚴重的後遺症。

## 紀錄片
- 紀錄觀點 【獼猴列傳】 （页面存档备份，存于）
- 《Sigma事件簿：台灣獼猴》Taiwan macaque （页面存档备份，存于）
- 野性壽山 （页面存档备份，存于）
- 一天內跟上百隻獼猴打交道！台灣獼猴大調查 原來牠們會吃土？ （页面存档备份，存于）

## 外部連結
- 台灣獼猴 （页面存档备份，存于）
- 台灣獼猴科普網站 （页面存档备份，存于）
- 人類史上第一次雷射驅猴(國立中興大學雷鳥小組)